# Ебя (Гірський улус)
Ебя (рос. Эбя) — селище у Гірському улусі Республіки Сахи Російської Федерації.
Населення становить 9  осіб. Належить до муніципального утворення Митахський наслег.

## Історія
Згідно із законом від 30 листопада 2004 року органом місцевого самоврядування є Митахський наслег.

## Населення
| 2002 | 2010 |
| ---- | ---- |
| 25   | ↘9   |